# Прва петолетка
Прва петолетка је фабрика из Трстеника која се бави производњом хидраулике и пнеуматика. Фабрика је почела са радом 23. марта 1949. године у склопу Првог петогодишњег плана у Југославији са циљем да се убрза послератна обнова и индустријализација земље.

## Историјат

### Оснивање и развој фабрике
Решењем владе ФНРЈ од 23. марта 1949. године, потписаним од стране Маршала Југославије Јосипа Броза Тита формирано је Државно привредно предузеће Петолетка за израду делова за ваздухопловство. Производња је почела 2. јануара 1950. године у још недовршеним халама са 102 запослена радника. За првог директора постављен је мајор Здравко Ољача који је био инжењер још у предратној ваздухопловној индустрији. На почетку је изабран раднички савет и формирана је војноиндустријска школа.
Петолетка је најпре, ваздухопловству испоручила прву серију стајних трапова који су били квалитетнији и јефтинији од увозних. Планиран је развој фабрике борбених авиона, стајних трапова и делова за ваздухопловство, али он никада није реализован. У фабрици су постали свесни чињенице да предузеће може да се развија као произвођач хидраулике и пнеуматике, па се приступило интензивном истраживању тржишта. На чело Петолетке дошао је потпуковник Крсто Босанац. Стварањем сопственог конструкционог бироа омогућена је потпуна самосталност. У Трстенику је основан школски центар за образовање кадрова за потребе Петолетке и центар за ванредне студије првог степена Машинског факултета из Београда. Изграђује се писта и аеродром, па се тако отвара редовна авионска линија Трстеник - Београд. Петолетка почиње да ради пуним капацитетима, почиње да се ради у три смене, а међу првима у земљи се уводи четрдесетдвочасовна радна недеља. У кругу фабрике отвара се здравствена станица, а покреће се и фабрички лист. Од 1963. године фабрика носи назив ИХП Прва петолетка Трстеник.
Јосип Броз Тито је посетио Петолетку и Трстеник 16. марта 1966. године а већ следеће године у складу са потребама проширења капацитета покренут је инвестициони подухват под називом „23. март 1967. године”. У новоизграђене хале и развојно истраживачке лабораторије пристиже највећи део увозне опреме. Од 1. јануара 1967. године Петолетка више не послује под управом војне индустрије. До кризе и стагнације долази 1968. године када због недовољне упослености капацитета споразумно уз отпремнине колектив напушта двеста радника. На чело фабрике тада долази инжењер Крста Јовановић, а Петолетка проширује област примене хидраулике и пнеуматике. Петолетка тада добија лиценцу за производњу од немачких фабрика, па због тога добија крупне послове у иностранству.
Фабрици је на прослави 25 година рада уручен Орденом рада са црвеном звездом. Тада је фабрика имала 11.052 радника и била једна од најважнијих фирми не само у Југославији, него и у свету. Петолетки је поверена испорука кочионих инсталација за Камске аутомобилске заводе из Русије, која постаје највећи инострани партнер, а закључује се и уговор о лиценцној сарадњи са фирмом Линде из Немачке. Изводе се радови на хидроелектранама, термоелектранама, бранама, акумулационим језерима, платформама, бродоградилиштима, рударским коповима. Неки од најзначајнијих послова су: на Газиводама се монтирају хидроцилиндри коришћењем хеликоптера, у бродоградилишту Кладово примењује се електрохидраулички систем за извлачење бродова, а у нуклеарној електрани Кршко Петолетка уграђује електрохидрауличку опрему на реактору. Рекордан број радника фабрика је имала 1987. године када је запошљавала 15.700 људи.

### Криза крајем XX и почетком XXI века
Деведесетих година 20. века, уследио је рат и распад Југославије. Наметнуте су међународне санкције од стране Уједињених нација, што је довело до политичке изолације и економског пада за Србију. То је довело до кризе за фабрику и њене раднике што је резултирало да Прва Петолетка изгуби своје извозно тржиште. Многи инжењери високог профила напустили су Петолетку током деведесетих година и започели своје приватне компаније. Држава није имала средства за улагање у фабричке машине и опрему, што је резултирало да већина фабричке опреме постане застарела.
Први јавни позив за продају Прве петолетке, одржан у јуну 2005. године, био је неуспешан. Други јавни позив, отворен у новембру 2007, такође није успео. Влада је одлучила да прода фабрику делом, а не као целину, због недостатка заинтересованих страна за куповину целе компаније. У јануару 2016. године, након две деценије стечаја, компанија је објавила банкрот. Након тога, радници су 4. јануара 2016. године основали ново предузеће под именом „ППТ Петолетка д.о.о.”, а затим закупили квадрате у девет Петолеткиних целина и почели да раде. У фебруару 2016. почело је да ради 200 радника, да би их до краја године било 717. Средином 2017. године тај број се попео на 815 радника. Компанија је у рукама бивших радника и има укупно 677 оснивача.